# Màu nước

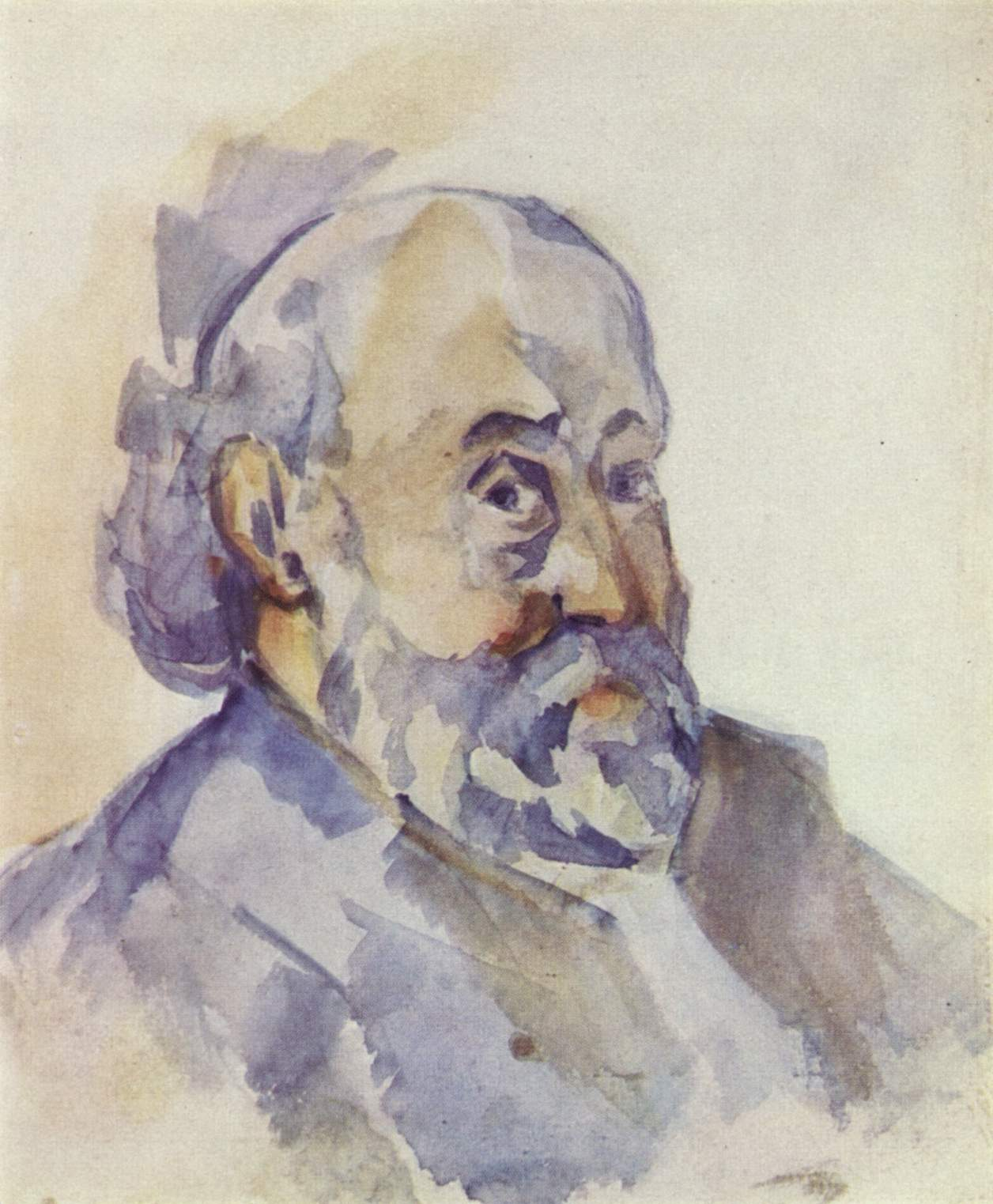
Chân dung tự họa, Paul Cézanne, 22 x 26 cm, màu nước, 1895

Màu nước (tiếng Anh: watercolour, tiếng Pháp: aquarelle) là một chất liệu dùng trong hội họa, đồng thời vẽ màu nước là một kỹ thuật vẽ phổ biến. Màu nước hình thành do các sắc tố (thường dưới dạng bột) được hòa tan vào nước tạo ra một dung dịch có màu sắc. Chất liệu biểu diễn truyền thống và phổ biến nhất đi cùng với màu nước là giấy, ngoài ra còn có giấy cói, nhựa, giấy da, da, vải và gỗ. Những thuộc tính cơ bản của màu nước là tính trong suốt và nhẹ nhàng, cũng như tính thuần khiết và tính cường độ của các chất màu. Những thuộc tính ấy là do các lớp màu mỏng luôn được đặt lên giấy và vì thế các lớp màu đó trở nên trong suốt đối với những tia sáng xuyên qua. Ở một số nước Đông Á, tranh màu nước được vẽ bằng các loại mực gọi là tranh thủy mặc. Trong hội họa truyền thống của Trung Quốc, Việt Nam, Nhật Bản và Hàn Quốc, tranh màu nước chủ yếu là tranh thủy mặc chỉ dùng một màu đen hoặc nâu. Ấn Độ, Ethiopia và nhiều nước khác cũng có nghệ thuật vẽ màu nước từ lâu đời.

## Lịch sử

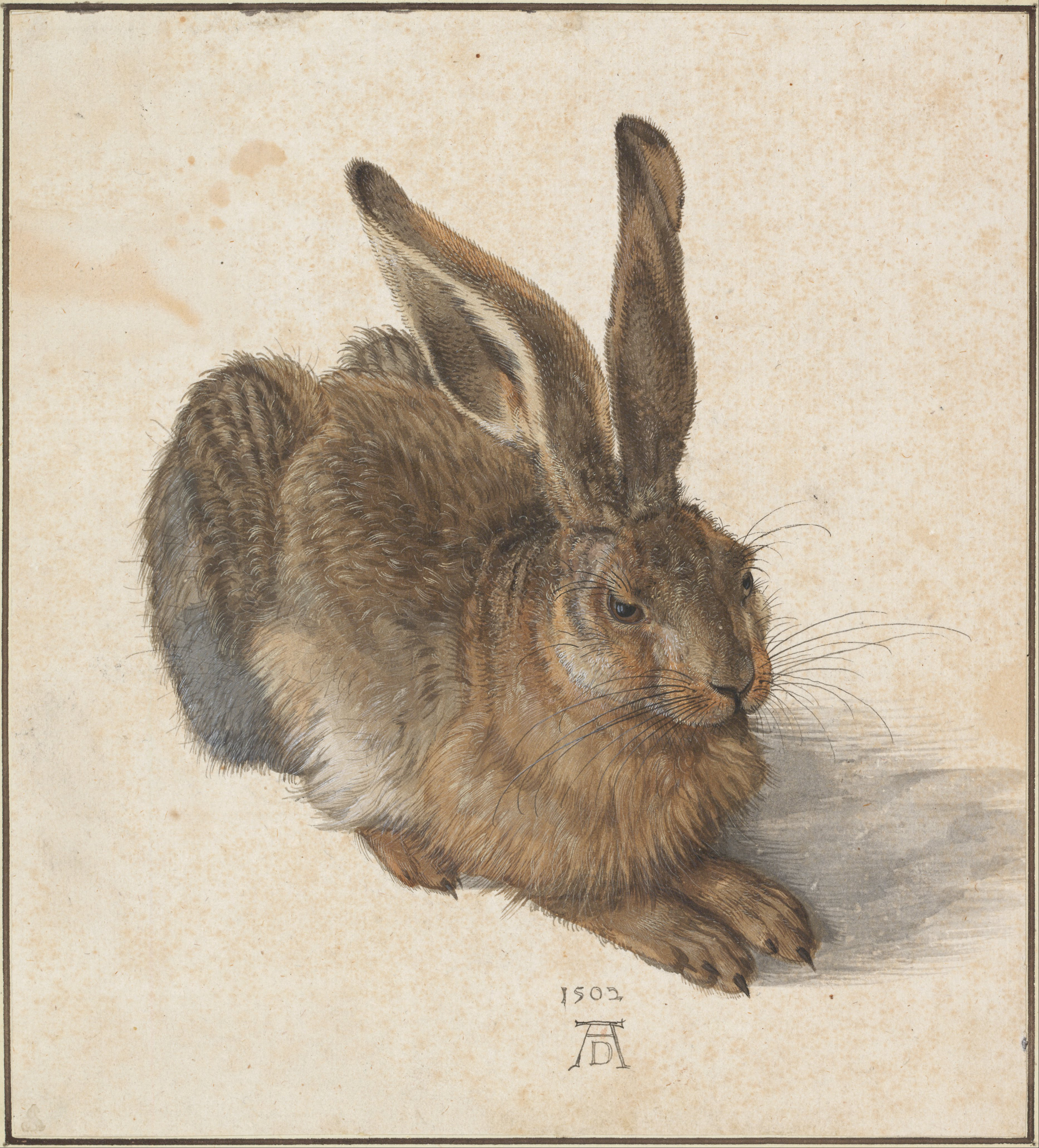
Thỏ con, Albrecht Dürer, màu nước, 1502

Màu nước đã xuất hiện từ rất lâu, có thể tìm thấy trên những bức bích họa trong hang đá từ thời kỳ đồ đá cũ ở châu Âu cũng như trong những bản viết tay thời Ai Cập cổ đại. Tuy nhiên, phải đến tận thời Trung Cổ màu nước mới bắt đầu được phát triển và sử dụng rộng rãi. Nó chỉ thực sự trở thành một chất liệu cho hội họa vào thời kỳ Phục hưng. Họa sĩ người Đức thời Phục hưng Albrecht Dürer (1471–1528) có một vài bức tranh về cây cối, động vật hoang dã và phong cảnh bằng màu nước nên ông được coi như một trong những người đi tiên phong trong việc sử dụng kỹ thuật vẽ màu nước. Về sau, một ngôi trường chuyên dạy vẽ màu nước do họa sĩ Hans Bol (1534–1593) thành lập đóng một vai trò quan trọng trong phong trào Phục hưng Dürer.
Vào thời đó, màu nước thường được các họa sĩ Baroque sử dụng chỉ để vẽ phác thảo, bản sao hoặc hình mẫu. Một số họa sĩ màu nước đầu tiên gây được sự chú ý là Van Dyck (trong thời gian ông ở Anh), Claude Lorrain, Giovanni Benedetto Castiglione cùng với nhiều họa sĩ Hà Lan và vùng Flemish. Tuy nhiên màu nước chủ yếu dược dùng để vẽ tranh minh họa thực vật và động vật hoang dã. Minh họa thực vật trở nên phổ biến trong thời kỳ Phục hưng, cả loại hình minh họa khắc gỗ màu trong sách và loại hình vẽ mực trên giấy da. Họa sĩ vẽ minh họa thực vật là những họa sĩ màu nước vẽ chính xác và đẹp nhất. Minh họa động vật hoang dã đã đạt đến đỉnh cao của nó vào thế kỷ 19 với nhiều họa sĩ ví dụ như John James Audubon, thậm chí đến tận ngày nay người ta vẫn cần các họa sĩ màu nước với những kỹ thuật điêu luyện của họ để minh họa các ấn phẩm khoa học và ấn phẩm của bảo tàng.

### Tại nước Anh

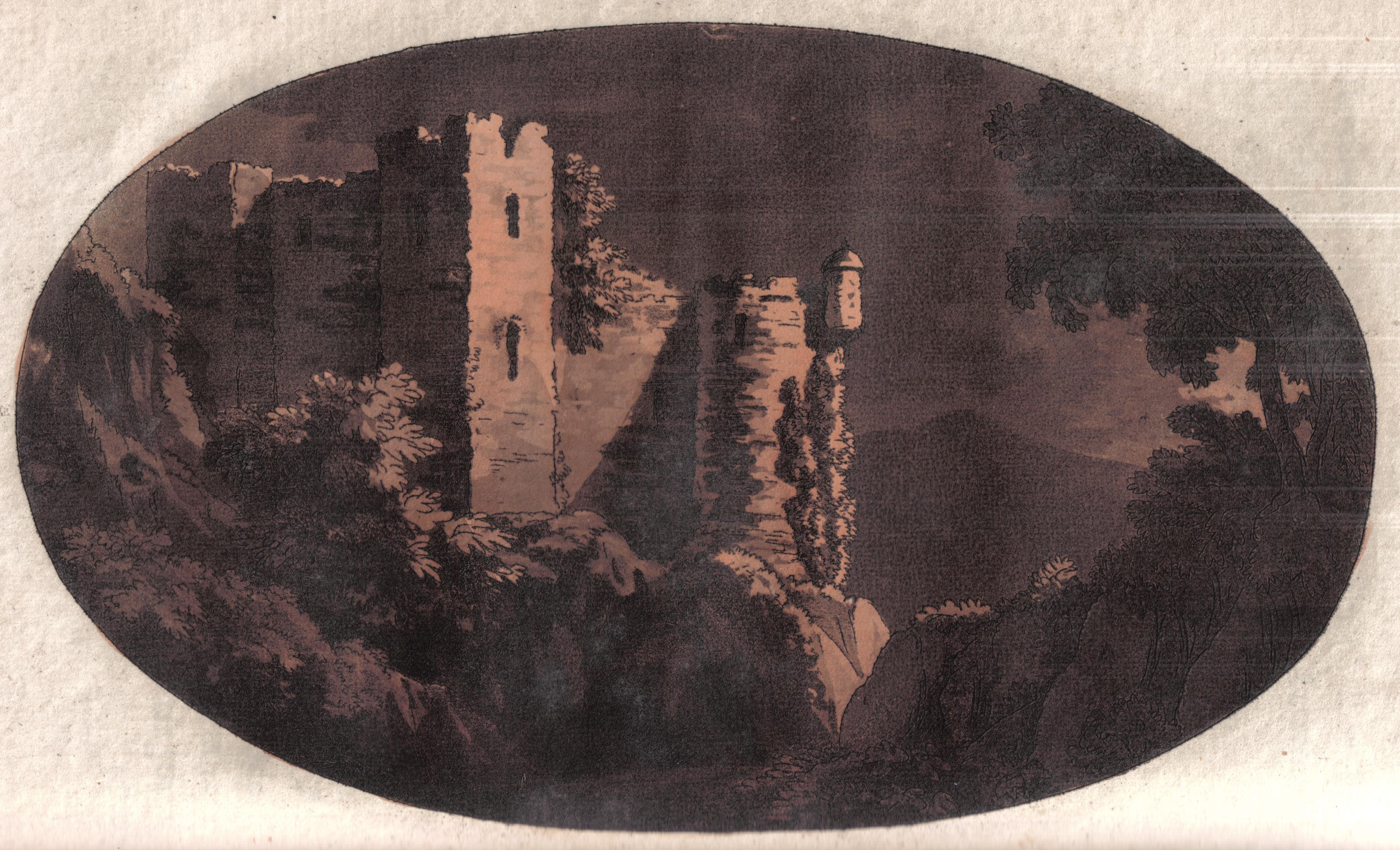
Lâu đài Penrith, một minh họa trong cuốn sách của William Gilpin

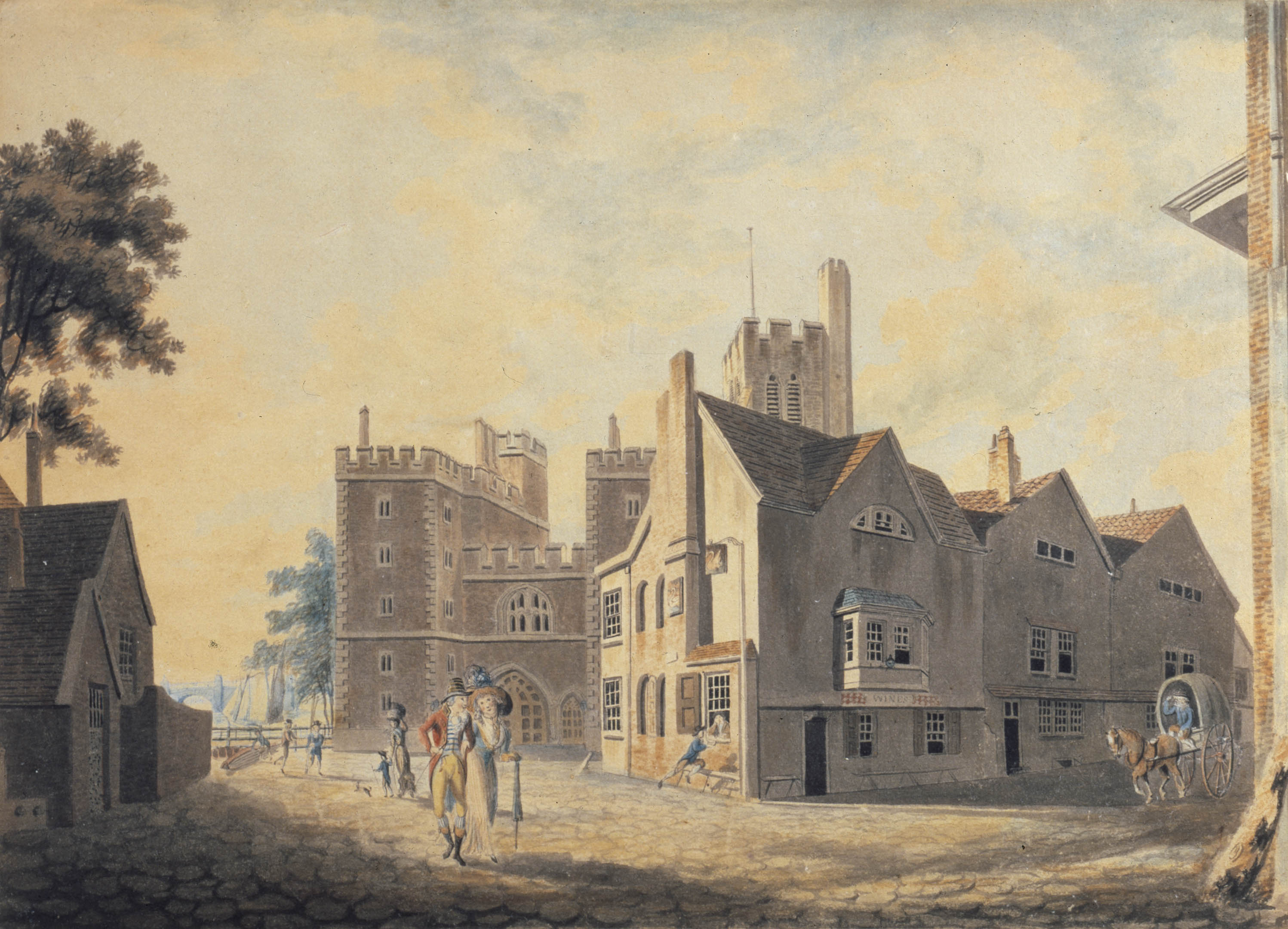
Một góc cung điện Tổng giám mục ở Lambeth, J. M. W. Turner, màu nước, 267 x 381 mm, 1790 - ông vẽ bức tranh này khi mới 15 tuổi và được trưng bày tại triển lãm của Viện hàn lâm nghệ thuật hoàng gia Anh

Nhiều yếu tố đã góp phần vào sự phát triển rộng rãi của màu nước trong thế kỷ 18, đặc biệt là ở Anh. Trong các tầng lớp trí thức và quý tộc, biết vẽ màu nước là một trong những biểu hiện của một nền giáo dục tốt, đặc biệt là với phụ nữ. Trong khi đó, màu nước cũng được sử dụng phổ biến bởi những nhân viên trắc địa, người vẽ bản đồ, sĩ quan quân đội và kỹ sư bởi sự tiện lợi của nó trong mô tả tính chất, địa hình, địa chất công sự và để minh họa các công trình xây dựng trong dự án. Các họa sĩ màu nước đã trở nên nổi tiếng nhờ những cuộc thám hiểm địa chất hoặc khảo cổ học được tài trợ bởi Hiệp hội Dilettanti (thành lập năm 1733) để lập các tài liệu về những phát hiện mới ở Địa Trung Hải, châu Á và Tân thế giới. Những chuyến đi này đã khơi dậy niềm đam mê của các họa sĩ vẽ địa hình, họ đã vẽ lại tất cả những địa điểm tham quan nổi tiếng, ví dụ như trong chương trình du lịch Grand Tour đến Ý, một hành trình du lịch mà rất nhiều nhà quý tộc châu Âu thời đó (đặc biệt là người Anh) tham gia.
Cuối thế kỷ 18, một giáo sĩ người Anh là William Gilpin đã viết một seri các cuốn sách rất ăn khách mô tả những cuộc hành trình "đẹp như tranh vẽ" của mình trên khắp các vùng nông thôn nước Anh và tự minh họa với những bức tranh rất thơ mộng miêu tả những thung lũng với dòng sông, lâu đài cổ và nhà thờ hoang phế; những minh họa màu nước này là một hình thức sơ khai của sách chỉ dẫn du lịch cá nhân. Màu nước đã dần trở thành quốc họa tại Anh. Một số các nghệ sĩ màu nước nổi danh thời kỳ này là Thomas Gainsborough, John Robert Cozens, Francis Towne, Michael Angelo Rooker, William Pars, Thomas Hearne và John Warwick Smith.
Ba họa sĩ người Anh có công tạo dựng màu nước như một ngành hội họa hoàn chỉnh và độc lập là Paul Sandby (1730-1809), thường được gọi là Cha đẻ của màu nước Anh, Thomas Girtin (1775-1802), người đi tiên phong trong việc sử dụng màu nước cho các tranh cỡ lớn, tranh phong cảnh lãng mạn và Joseph Mallord William Turner (1775-1851) - người đã đưa tranh màu nước đến tầm đỉnh cao của nghệ thuật và sự tinh tế và sáng tạo hàng trăm bức họa tuyệt vời về lịch sử, địa hình, kiến trúc, thần thoại. Phương pháp của ông phát triển bức tranh màu nước qua nhiều giai đoạn, bắt đầu với những mảng màu lớn, nhạt trên giấy ẩm, sau đó tinh chỉnh hình ảnh bằng nhiều lớp màu mỏng phủ lên và những lớp hồ tạo độ bóng, kỹ thuật này cho phép ông vẽ một số lượng lớn các bức tranh với năng suất của cả một xưởng vẽ và khiến ông trở thành triệu phú một phần thông qua bán tranh từ bộ sưu tập nghệ thuật cá nhân của mình, lần đầu tiên của loại hình màu nước. Nhiều người đương thời đánh giá cao tài năng của Turner và Girtin như John Varley, John Sell Cotman, Anthony Copley Fielding, Samuel Palmer, William Havell và Samuel Prout. Họa sĩ Thụy Sĩ Louis Ducros cũng đã được biết đến rộng rãi nhờ những bức tranh lãng mạn khổ lớn bằng màu nước.

### Tại châu Âu
Màu nước ít phổ biến hơn tại lục địa châu Âu, mặc dù rất nhiều bức tranh màu nước xuất sắc đã được vẽ bởi các họa sĩ người Pháp như Eugène Delacroix, François Marius Granet, Henri-Joseph Harpignies và Honoré Daumier.
Thật không may là do sự bất cẩn của con người trong việc dùng quá nhiều thuốc nhuộm anilin có nguồn gốc từ dầu mỏ (các màu sắc được pha trộn từ chúng), mà tất cả các màu phai đi nhanh chóng khi tiếp xúc với ánh sáng. Những nỗ lực để bảo tồn 20.000 bức tranh của J. M. W. Turner tại Bảo tàng Anh năm 1857 đã dẫn đến việc kiểm tra và đánh giá lại độ bền của chất màu trong màu nước. Điều này gây ra một sự suy giảm mạnh việc sử dụng màu nước và cả giá trị tranh màu nước trên thị trường. Tuy nhiên, một số họa sĩ vẫn tiếp tục nghiên cứu và phát triển kỹ thuật này vào thế kỷ 20. Tại châu Âu, những tranh phong cảnh và màu nước biển tuyệt đẹp được tạo ra bởi Paul Signac và Paul Cézanne đã phát triển một phong cách vẽ tranh màu nước bằng cách vẽ nhiều lớp phủ tạo độ bóng lên lớp màu chính.

### Thế kỷ 20

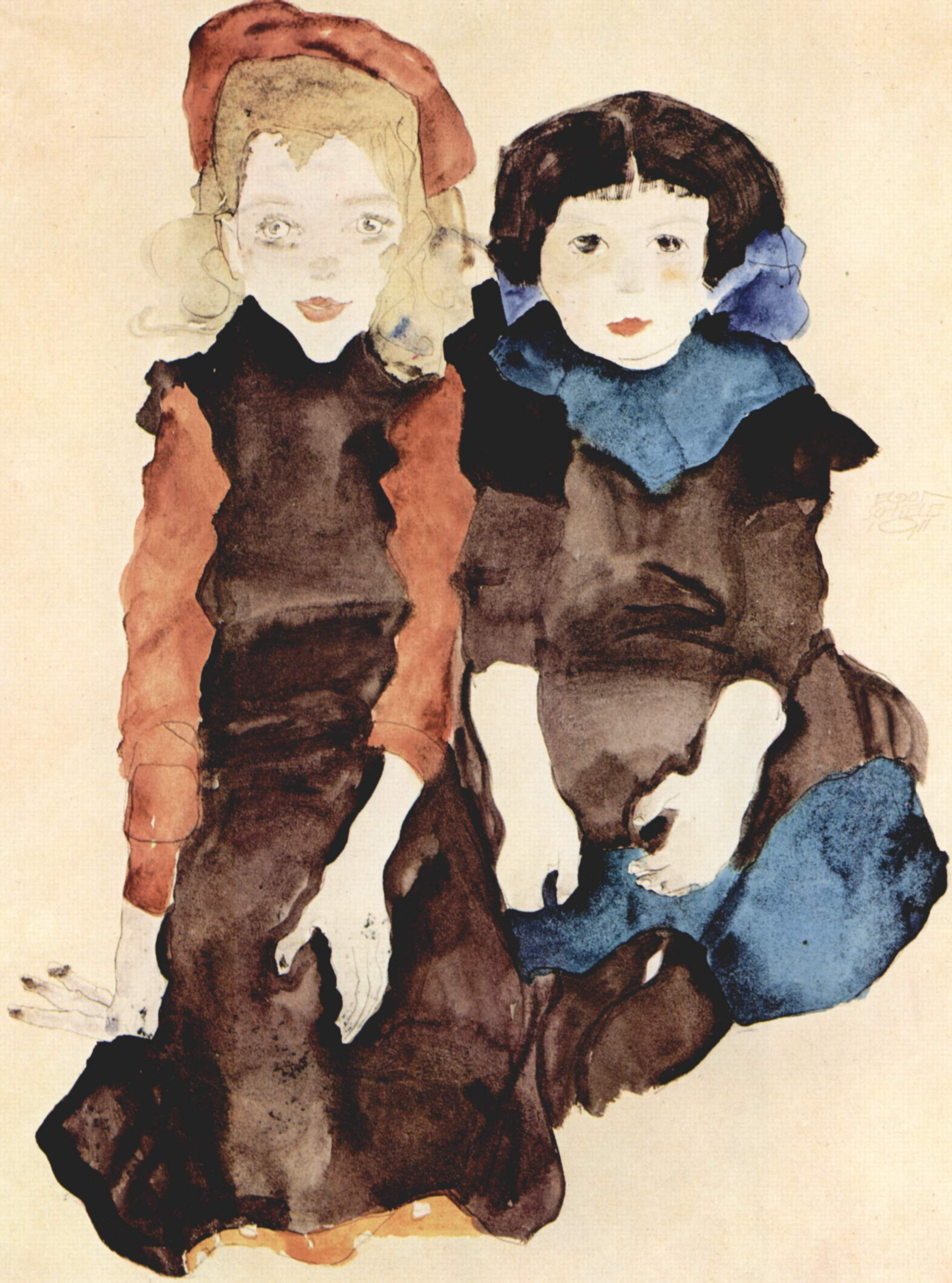
Hai bé gái, Egon Schiele, 41 x 32 cm, chì và màu nước, 1911

Trong rất nhiều họa sĩ của thế kỷ 20 đã sáng tác những tác phẩm màu nước giá trị, phải nhắc tới Wassily Kandinsky, Emil Nolde, Paul Klee, Egon Schiele và Raoul Dufy.
Ở Mỹ, các họa sĩ màu nước chủ chốt là Charles Burchfield, Edward Hopper, Georgia O'Keeffe, Charles Demuth và John Marin, 80% các tác phẩm của họ dùng màu nước. Trong giai đoạn này tranh màu nước và tranh sơn dầu ở Mỹ thường mô phỏng trường phái Ấn tượng và Hậu ấn tượng của châu Âu, nhưng nhiều họa sĩ muốn phát triển mạnh phong cách Mỹ trong tranh màu nước từ những năm 1920 đến những năm 1940, đặc biệt là các trường dạy vẽ như "Cleveland school" hoặc "Ohio school" tập trung xung quanh Bảo tàng nghệ thuật Cleveland, và các họa sĩ "California Scene", nhiều người trong số họ làm việc với xưởng phim hoạt hình ở Hollywood hoặc Học viện Nghệ thuật Chouinard (nay là Học viện nghệ thuật California). Những họa sĩ có ảnh hưởng nhất là Phil Dike, Millard Sheets, Rex Brandt, Dong Kingman và Milford Zornes. Hội họa sĩ màu nước California, được thành lập vào năm 1921 và sau đó đổi tên thành Hiệp hội màu nước quốc gia đã tài trợ triển lãm những tác phẩm quan trọng của họ.

## Dụng cụ
Cọ vẽ,
palette,
giấy vẽ(giấy chuyên dụng có một mặt sần)

## Kỹ thuật vẽ
Có 2 kĩ thuật cơ bản trong màu nước:
Wet-on-wet: Quết một lớp nước mỏng lên trên mặt giấy rồi dùng màu ướt tô lên, tạo hiệu ứng loang màu nhẹ nhàng.
Wet-on-dry:Tô màu ướt thẳng lên giấy, tạo thành những nét sắc và mảnh, thường dùng để tô chi tiết.
Ngoài ra, còn những kĩ thuật như sửa, dùng muối, vảy màu, dùng cồn,...

### Lịch sử
- Andrew Wilton & Anne Lyles. The Great Age of British Watercolours (1750–1880). Prestel, 1993. ISBN 3-7913-1254-5
- Anne Lyles & Robin Hamlyn. British watercolours from the Oppé Collection. Tate Gallery Publishing, 1997. ISBN 1-85437-240-8
- Christopher Finch. American Watercolors. Abbeville Press, 1991. ASIN B000IBDWGK
- Christopher Finch. Nineteenth-Century Watercolors. Abbeville Press, 1991. ISBN 1-55859-019-6
- Christopher Finch. Twentieth-Century Watercolors. Abbeville Press, 1988. ISBN 0-89659-811-X
- Eric Shanes. Turner: The Great Watercolours. Royal Academy of Arts, 2001. ISBN 0-8109-6634-4
- Martin Hardie. Water-Colour Pang in Britain (3 volumes: I. The Eighteenth Century; II. The Romantic Period; III. The Victorian Period.). Batsford, 1966–1968. ISBN 1-131-84131-X
- Michael Clarke. The Tempting Prospect: A Social History of English Watercolours. British Museum Publications, 1981. ASIN B000UCV0XO
- Moore, Sean. Ultimate Visual Dictionary.Dorling Kindersley, 1994. ISBN 0-7513-1050-6

### Dụng cụ & kỹ thuật vẽ
- Rex Brandt. The Winning Ways of Watercolor: Basic Techniques and Methods of Transparent Watercolor in Twenty Lessons. Van Nostrand Reinhold, 1973. ISBN 0-442-21404-9
- David Dewey. The Watercolor Book: Materials and Techniques for Today's Artist. Watson-Guptill, 1995. ISBN 0-8230-5641-4
- Donna Seldin Janis. Sargent Abroad: Figures and Landscapes. Abbeville Press; 1st edition (October 1997). ISBN 978-0-7892-0384-7.
- Charles LeClair. The Art of Watercolor (Revised and Expanded Edition). Watson-Guptill, 1999. ISBN 0-8230-0292-6
- Royal Watercolour Society. The Watercolour Expert. Cassell Illustrated, 2004. ISBN 1-84403-149-7
- John Ruskin. The Elements of Drawing [1857]. Watson-Guptill, 1991. ISBN 0-8230-1602-1 (Reprints from other publishers are also available.)
- Pip Seymour. Watercolour Painting: A Handbook for Artists. Lee Press, 1997. ISBN 0-9524727-4-0
- Stan Smith. Watercolor: The Complete Course. Reader's Digest, 1995. ISBN 0-89577-653-7
- Curtis Tappenden. Foundation Course: Watercolour. Cassell Illustrated, 2003. ISBN 1-84403-082-2
- Edgar A. Whitney. Complete Guide to Watercolor Painting. Watson-Guptill, 1974. [Dover Edition ISBN 0-486-41742-5]

### Tư liệu
- Ian Sideway. The Watercolor Artist's Paper Directory. North Light, 2000. ISBN 1-58180-034-7
- Jacques Turner. Brushes: A Handbook for Artists and Artisans. Design Press, 1992. ISBN 0-8306-3975-6
- Sylvie Turner. The Book of Fine Paper. Thames & Hudson, 1998. ISBN 0-500-01871-5
  - Michael Wilcox. The Wilcox Guide To The Bétwatercolor Paints. School of Colour Publications, 2000. ISBN 978-0-9679628-0-1